# Афонин, Юрий Михайлович
Ю́рий Миха́йлович Афо́нин (1937 — 11 декабря 2019) — советский и российский хормейстер Рязанского академического хора имени Попова, поэт, автор песен, заслуженный артист РСФСР.

## Биография
Юрий Михайлович Афонин родился в 1937 году. Учился в Рязанском институте культуры.
В 1963—1988 годы работал в Рязанском русском народном хоре под руководством Е. Г. Попова, где стал солистом, затем — хормейстером. С 2010 года до конца жизни руководил хором русской песни «Заокские разливы» Заокского Дома культуры.
Автор около 500 стихотворений и песен.

## Награды
- заслуженный артист РСФСР[2].
- почётные грамоты главы администрации Рязанского района, министерства культуры и туризма Рязанской области[1].